# Supermodel Me (mùa 2)
Mùa thứ hai của Supermodel Me được phát sóng vào năm 2011, với địa điểm quay là Singapore.
Ban giám khảo mùa này gồm có Charmaine Harn, Geoff Ang, Olivier Henry, Elisabeth Gwee, Terence Lee và Lee Zhuan. Xuất hiện đặc biệt trong chương trình gồm có: Nadya Hutagalung, Antonia Chang, Paul Foster, Amber Chia, Deborah Henry, Rebecca Tan, Kim Robinson, Furqan Saini, Grego Oh, Gaile Lai.
Người chiến thắng của mùa giải này là Avalon Haloho, 16 tuổi đến từ Úc. Cô giành được: một hợp đồng người mẫu ở Singapore và Hong Kong trong 1 năm, giải thưởng tiền mặt trị giá S$20.000 từ FEVO Mastercard và nhiều giải thưởng khác từ các nhà tài trợ.

## Các thí sinh
(Tuổi tính từ ngày dự thi)
| Đến từ     | Thí sinh           | Tuổi | Chiều cao               | Bị loại ở | Hạng               |
| ---------- | ------------------ | ---- | ----------------------- | --------- | ------------------ |
| Trung Quốc | Niki Niu           | 22   | 1,78 m (5 ft 10 in)     | Tập 1     | 12 (dừng cuộc thi) |
| Malaysia   | Syakella Jazmyn    | 23   | 1,74 m (5 ft 8+1⁄2 in)  | Tập 2     | 11                 |
| Singapore  | Roshni Soin        | 23   | 1,74 m (5 ft 8+1⁄2 in)  | Tập 3     | 10                 |
| Trung Quốc | Anny Lou           | 20   | 1,68 m (5 ft 6 in)      | Tập 5     | 9-8                |
| Singapore  | Emiko Thein        | 21   | 1,77 m (5 ft 9+1⁄2 in)  | Tập 5     | 9-8                |
| Úc         | Kiani Lee          | 17   | 1,74 m (5 ft 8+1⁄2 in)  | Tập 6     | 7                  |
| Úc         | Elizabeth Moulden  | 17   | 1,72 m (5 ft 7+1⁄2 in)  | Tập 7     | 6                  |
| Thái Lan   | Tanja Widing       | 20   | 1,78 m (5 ft 10 in)     | Tập 8     | 5                  |
| Thái Lan   | Rosie Choovichian  | 24   | 1,75 m (5 ft 9 in)      | Tập 10    | 4                  |
| Úc         | Kym Toussaint      | 21   | 1,73 m (5 ft 8 in)      | Tập 12    | 3                  |
| Indonesia  | Melinda Widjanarko | 25   | 1,79 m (5 ft 10+1⁄2 in) | Tập 12    | 2                  |
| Úc         | Avalon Haloho      | 16   | 1,73 m (5 ft 8 in)      | Tập 12    | 1                  |

## Thứ tự gọi tên
| 1  | Elizabeth | Rosie     | Kym       | Anny      | Rosie      | Tanja     | Avalon    | Avalon  | Avalon  | Avalon  |  |  |
| 2  | Kym       | Kym       | Rosie     | Melinda   | Melinda    | Rosie     | Melinda   | Kym     | Melinda | Melinda |  |  |
| 3  | Anny      | Melinda   | Elizabeth | Kym       | Avalon     | Kym       | Rosie     | Rosie   | Kym     | Kym     |  |  |
| 4  | Tanja     | Avalon    | Avalon    | Kiani     | Elizabeth  | Elizabeth | Kym       | Melinda | Rosie   |         |  |  |
| 5  | Kiani     | Elizabeth | Kiani     | Rosie     | Tanja      | Melinda   | Tanja     | Tanja   |         |         |  |  |
| 6  | Emiko     | Tanja     | Tanja     | Avalon    | Kym        | Avalon    | Elizabeth |         |         |         |  |  |
| 7  | Rosie     | Kiani     | Anny      | Tanja     | Kiani      | Kiani     |           |         |         |         |  |  |
| 8  | Syakella  | Emiko     | Melinda   | Emiko     | Anny Emiko |           |           |         |         |         |  |  |
| 9  | Avalon    | Anny      | Emiko     | Elizabeth | Anny Emiko |           |           |         |         |         |  |  |
| 10 | Roshni    | Roshni    | Roshni    |           |            |           |           |         |         |         |  |  |
| 11 | Niki      | Syakella  |           |           |            |           |           |         |         |         |  |  |
| 12 | Melinda   |           |           |           |            |           |           |         |         |         |  |  |

     Thí sinh bị loại.
     Thí sinh dừng cuộc thi.
     Thí sinh ban đầu bị loại nhưng được cứu.
     Thí sinh chiến thắng cuộc thi.
- Trong tập 1, Melinda là người đầu tiên bị loại nhưng sau đó thì Charmaine thông báo rằng là cô được an toàn, do Niki sau đó đã xin dừng cuộc thi vì áp lực của cuộc thi quá lớn.
- Ở tập 4, Elizabeth là người tiếp theo bị loại, nhưng sau đó thì Charmaine thông báo rằng là tuần này sẽ không có ai bị loại.
- Ở tập 9, ban giám khảo đã đưa ra quyết định là sẽ không có ai bị loại lần này.
- Tập 11 là tập ghi lại khoảnh khắc của cuộc thi.

### Buổi chụp hình
- Tập 1: Tay chơi bóng bầu dục theo nhóm
- Tập 2: Trình diễn thời trang trong trang phục sặc sỡ tại cảng cá Jurong
- Tập 3: Đồ lót La Perla trong ảo ảnh
- Tập 4: Đánh nhau với người mẫu nam
- Tập 5: Đi thăng bằng trên dây trong trang phục Club21b đầy sặc sỡ
- Tập 6: Chạy trốn ra mắt
- Tập 7: Ảnh chân dung vẻ đẹp tự nhiên
- Tập 8: Áo tắm La Perla ở bãi biển Bali
- Tập 9: Ảnh trắng đen khỏa thân trong đất sét tại vách đá
- Tập 10: Quảng cáo và ảnh quảng cáo cho quần jean DKNY bên hồ bơi
- Tập 12: Nữ thần Hy Lạp